# 658 Asteria
A 658 Asteria egy a Naprendszer kisbolygói közül, amit August Kopff fedezett fel 1908. január 23-án.